# Batracomorphus sibyl
Batracomorphus sibyl är en insektsart som beskrevs av Knight 1983. Batracomorphus sibyl ingår i släktet Batracomorphus och familjen dvärgstritar. Inga underarter finns listade i Catalogue of Life.